# Moschops
Moschops foi um gênero extinto de terapsídeo que viveu no Permiano Médio, há aproximadamente 255 milhões de anos. O seus restos foram encontrados na região de Karoo, na África do Sul.

## Descrição
Foi o maior animal de seu habitat, com um comprimento de corpo de aproximadamente 5 metros. Foi um pesado quadrúpede,  herbívoro com dentes curtos.
Tinha um crânio espesso e muitos cientistas acreditam que os animais competiam um com os outros dando cabeçadas; as cabras da montanha usam um método semelhante (embora alguns cientistas sugiram que o crânio pesado no achado fóssil possa ser resultado de uma doença). Um rabo curto, mas pesado pode ter contrabalançado a sua grande cabeça se o espesso crânio for uma ocorrência natural. Ele foi provavelmente a fonte principal da comida de outro therapsida predador na área.